# Constanța Crăciun
Constanța Crăciun (n. 16 februarie 1914, Constanța – d. 2002) a fost o demnitară comunistă română.
Constanța Crăciun a fost măritată cu Ion Vințe, iar numele său real era Helena Vințe. A lucrat ca profesoară.
În anul 1935 a devenit membru al Partidului Comunist din România, iar din 1936 a fost membru C.C. al P.C.dR. În 1942 a fost arestată și condamnată la 25 de ani muncă silnică, fiind închisă în penitenciarele din Văcărești și Mislea (1942-1944).
A fost membru al CC al PCR (1945-1969, 1972-1974). A îndeplinit funcțiile de membru al prezidiului Marii Adunări Naționale (1948-1953), ministru al Culturii (28 octombrie 1953 - 19 martie 1957), apoi adjunct la același departament în 1959, președinte al Comitetului de Stat pentru Cultură și Artă (5 iunie 1962 - 21 august 1965), apoi vicepreședinte al Consiliului de Stat (21 august 1965 - 1969).
A fost președintele Societății Naționale de Cruce Roșie din România.

## Distincții
- Medalia „A cincea aniversare a Republicii Populare Române” (24 decembrie 1952) „pentru lupta și munca duse în vederea făuririi, consolidării și prosperării Republicii Populare Române”[3]
- Ordinul „23 August” clasa a II-a (12 august 1959) „pentru îndelungată activitate în mișcarea muncitorească, pentru contribuția activă la răsturnarea dictaturii militaro-fasciste și instaurarea regimului democrat-popular, pentru merite deosebite în opera de construire a socialismului”[4]
- Medalia „40 de ani de la înființarea Partidului Comunist din Romînia” (6 mai 1961) „pentru activitate îndelungată în mișcarea muncitorească și merite în opera de construire a socialismului”[5][6]
- Ordinul „Tudor Vladimirescu” clasa a II-a (30 aprilie 1966) „cu prilejul celei de-a 45-a aniversări de la înființarea Partidului Comunist din România, pentru îndelungată activitate în mișcarea muncitorească și merite deosebite în opera de construire a socialismului”[7]
- titlul de Erou al Muncii Socialiste și medalia de aur „Secera și ciocanul” (4 mai 1971) „cu prilejul aniversării a 50 de ani de la constituirea Partidului Comunist Român, [...] pentru activitate îndelungată în mișcarea muncitorească și merite deosebite în opera de construire a socialismului în patria noastră”[8]